# Oktaha
Oktaha – miasto w Stanach Zjednoczonych, w stanie Oklahoma, w hrabstwie Muskogee.